# サンディ島

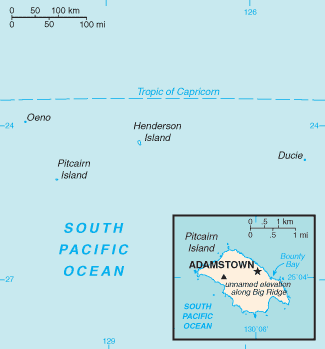
ピトケアン諸島の地図. 出典:CIA World Factbook

サンディ島（Sandy Island）は、南太平洋のピトケアン諸島にある島。ピトケアン島から143km北西のオエノ島のすぐ近くにある無人の珊瑚礁である。オエノ島と共にオエノ珊瑚環礁を形成している。
サンディ島は浅いラグーンで、ヤシの木などの植物も無い小さな砂の島である。
座標: 南緯23度55分5秒 西経130度44分17秒 / 南緯23.91806度 西経130.73806度